# 杨匏安
杨匏安（1896年—1931年），字麟焘，又名锦焘，男，广东香山人，中国共产党早期领导人。

## 生平
杨匏安是广东省香山縣南屏镇（今属珠海市）人。早年考入广州高等学堂附中，后东渡日本。1918年，回国担任广州时敏中学教员、兼任《广东中华新报》，宣传马克思主义。1921年，进入中国共产党，代理青年团广东区委书记。后担任粤汉铁路局黄沙地段党支部书记。1924年，因为国共合作，被推举为中国国民党中央组织部秘书长。1926年，在国民党第二次全国代表大会上，当选中央委员兼常委。不久由於国民党右派反对国共合作，杨匏安與谭平山辞去国民党中央秘书、组织部长。1927年4月当选中国共产党第五届中央监察委员会委员和中央监察委员会副主席。同年11月，杨匏安被撤销中央监察委员職務。1929年，來到上海並在中共中央宣传部参与中共党刊编辑出版和翻译工作。1930年，國民黨查獲中共在上海的印刷机关並逮捕杨匏安，將其投入提篮桥监狱8个月。后周恩来等人出面營救，杨匏安獲釋。此後杨匏安了编译20余万字的《西洋史要》。同年出任中共中央农民部副部长。1931年7月，因人告密，杨匏安在上海被捕，拘押于龙华监狱，后被杀害，时年35歲。